# Erbağı, Arıcak
Erbağı là một xã thuộc huyện Arıcak, tỉnh Elâzığ, Thổ Nhĩ Kỳ. Dân số thời điểm năm 2011 là 503 người.